# Korg M1

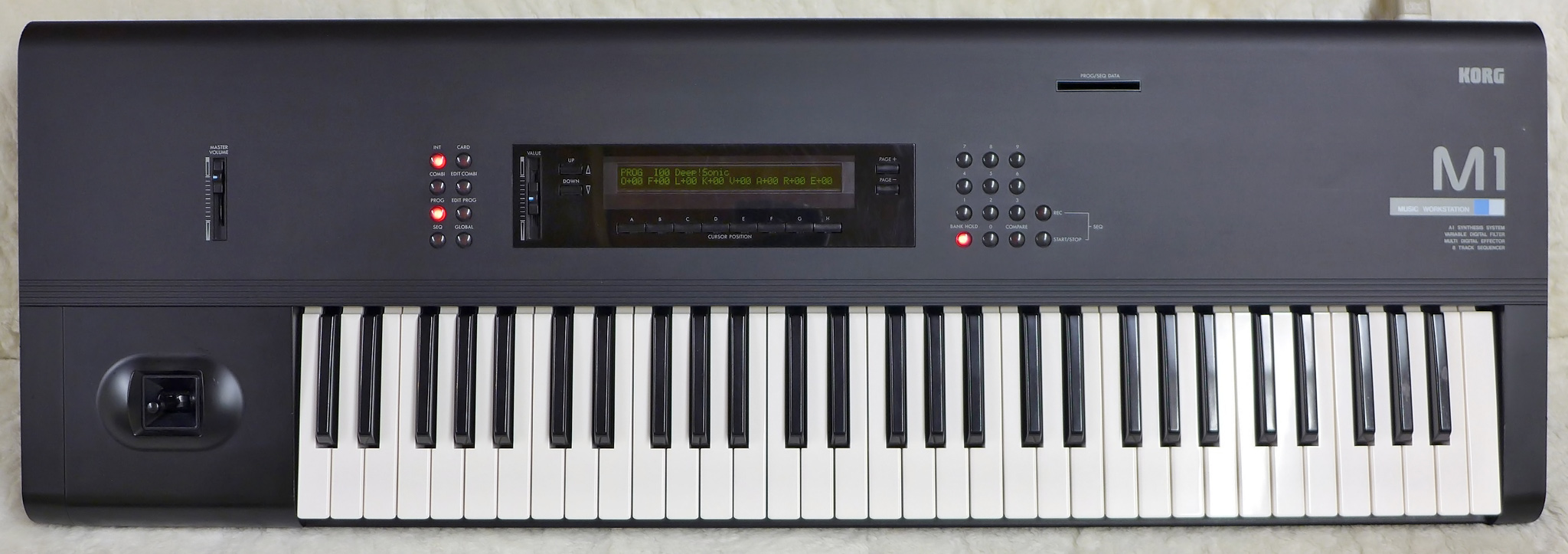
Korg M1

Korg M1 — синтезатор і музична робоча станція, що випускалася компанією Korg з 1988 по 1995 рік. За даними Sound on Sound, це один із найбільш продаваних синтезаторів, яких продано близько 250 000 одиниць.

## Розробка
Головний інженер Korg, Джунічі Ікеучі, керував розробкою апаратного забезпечення M1. У той час як попередні синтезатори постачалися зі звуками, вибраними для різних ринків, голова Korg Цутому Като та його син Сейкі вирішили, що їхні синтезатори повинні використовувати однакові звуки на міжнародному рівні. Korg зібрав міжнародну команду для розробки звуків для M1. Щоб створити глибокий звук видутої пляшки, команда зіграла на пан-флейті над великою пляшкою саке.

## Особливості

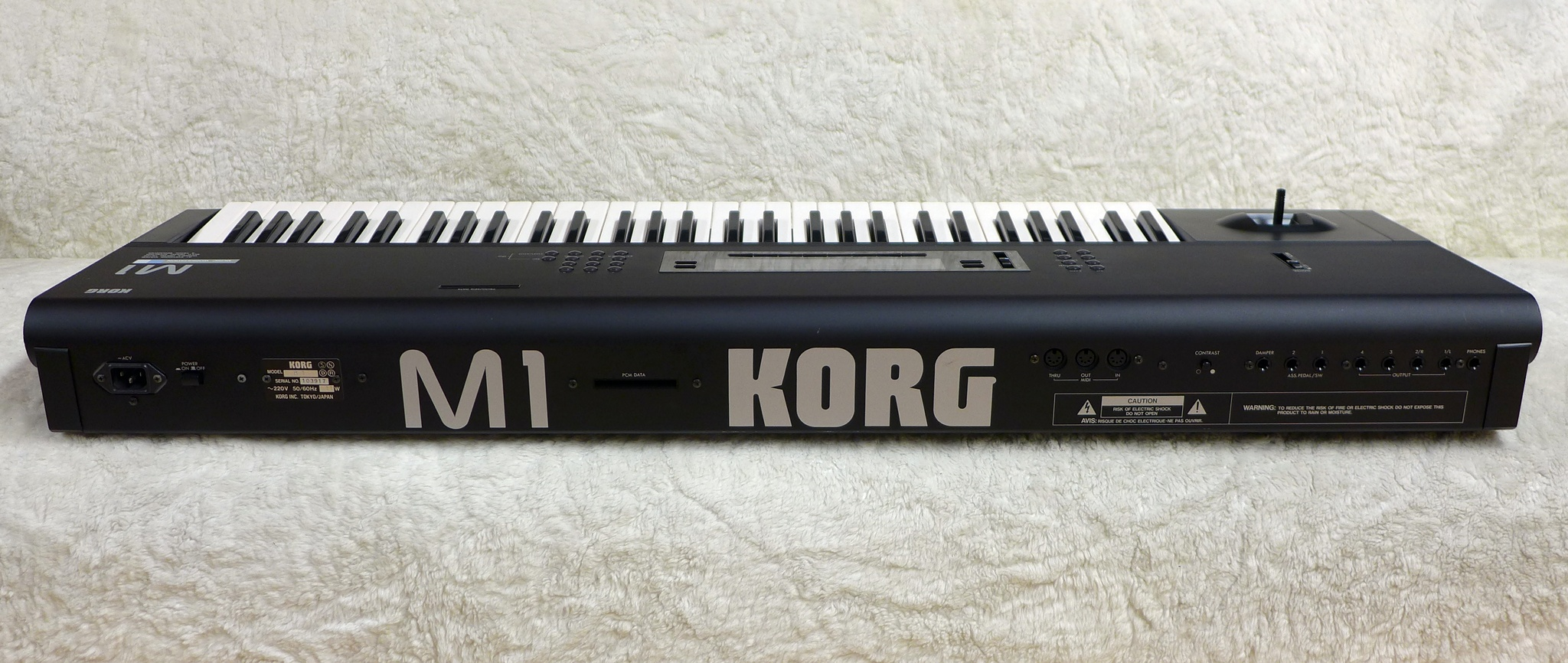
Задня частина Korg M1

M1 має 61-нотну клавіатуру, чутливу до швидкості та післядотику, 16-нотну поліфонію з 1-осциляторними програмами (або 8-нотну поліфонію з 2-осциляторними програмами), джойстик для керування висотою звуку та модуляцією, секвенсер треків MIDI, окремі LFO для модуляції вібрато та фільтра, а також огинаючі ADSR. Дані можуть зберігатися на картах RAM і PCM.
M1 має ПЗУ з чотирма мегабайтами 16-бітних звуків PCM, включаючи, згідно з Sound on Sound, «екзотичні інструменти, які раніше не були почуті в мейнстрімі». Звуки включають семпли перехідних процесів атаки, петлі, стійкі форми хвиль без перехідних процесів атаки та перкусійні семпли. Тембри включають фортепіано, струнні, акустичну гітару, дерев’яні духові інструменти, ситар, калімбу, духові куранти та барабани.
M1 також має такі ефекти, як реверберація, затримка, хорус, тремоло, еквалайзер, дисторшн та моделювання Леслі, інноваційне доповнення на той час. За словами Sound on Sound, жодна з функцій M1 не була унікальною, а була реалізована та поєднана по-новому.

## Спадщина
Korg M1 був випущений у 1988 році та виготовлявся до 1995 року, продавши приблизно 250 000 одиниць. Журналіст The Sound on Sound Марк Вейл писав у 2002 році, що це був синтезатор-бестселер в історії і його можна «по праву назвати найпопулярнішим синтезатором усіх часів», хоча він зазначив, що Korg не перевірив цифри продажів. Попередні налаштування для фортепіано та органу M1 широко використовувалися в хаус-музиці 1990-х років, починаючи з синглу Мадонни «Vogue» 1990 року.

## Вартість
На момент свого виходу в 1988 році M1 мав наступний цінник:
1. $2,166/$2,749 MSRP (1990) US в США
2. £1,499 GBP в Британії
3. ¥248,000 JPY в Японії.

## Подальше читання
- Life In The Fast Lane. Sound On Sound. August 1988. с. 40—46. ISSN 0951-6816. OCLC 925234032.